# 豪龙吉·伊姆赖
豪龙吉·伊姆赖（匈牙利語：Harangi Imre，1913年10月16日—1979年2月4日），匈牙利男子拳击运动员。他曾代表匈牙利参加1936年夏季奥林匹克运动会拳击比赛，获得男子轻量级金牌。